# Makram Khoury

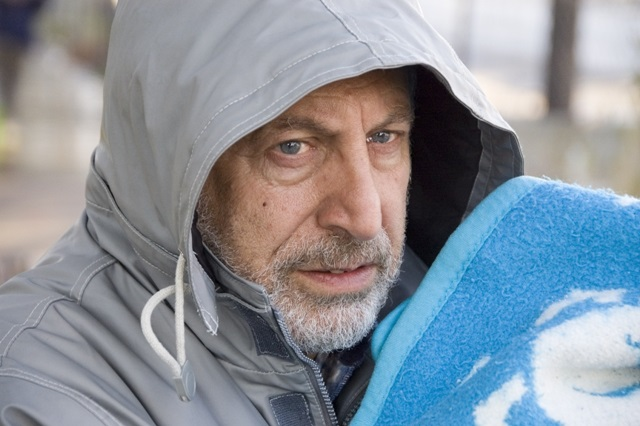
Makram Khoury im Film Petah Tikva von Tom Shoval

Makram Jamil Khoury (hebräisch מכרם ג'מיל חורי, arabisch مكرم يعقوب خوري; * 30. Mai 1945 in Jerusalem) ist ein israelischer Schauspieler palästinensischer Herkunft. Er zählt zu den bekanntesten arabisch sprechenden Schauspielern. Seine Tochter Clara Khoury ist ebenfalls Schauspielerin.

## Leben
Khourys Familie lebte im Norden Israels in der Stadt Acco. Nachdem er die High School im Jahr 1963 absolviert hatte, begann er ein Studium auf der Hebräischen Universität Jerusalem, welches er jedoch zugunsten der Schauspielkunst früh abbrach. 1987 wurde ihm der Israel-Preis verliehen.
Er ist Angehöriger der Syrisch-Orthodoxen Kirche.

## Filmografie (Auswahl)
- 1997: Shvil Hahalav
- 2001: The Body
- 2004: Die syrische Braut (Ha-Kala Ha-Surit)
- 2004–2005: The West Wing – Im Zentrum der Macht (The West Wing, Fernsehserie, 6 Episoden)
- 2005: Free Zone
- 2005: München (Munich)
- 2006: Forgiveness
- 2008: Die Husseins: Im Zentrum der Macht (House of Saddam, Miniserie)
- 2010: Miral
- 2012: Eine Familie im Krieg (Inheritance)
- 2013: Der Medicus
- 2014: The Cut
- 2015: Homeland (Fernsehserie, 2 Episoden)
- 2015: Eine Geschichte von Liebe und Finsternis (יפור על אהבה וחושך / Sipur al ahava ve choshech)
- 2017: Unlocked
- 2022: Die Kairo Verschwörung (Boy from Heaven / Walad Min Al Janna)
- 2022: Nicht ganz koscher
- 2024: Der Meister und Margarita (Мастер и Маргарита)